# Roomservice (TV-program)
Roomservice var ett svenskt inredningsprogram på Kanal 5. Programidén är skapad av Magnus Dalhamn i samarbete med industriella aktörer och är det första kommersiella exemplet i världen på ett hybridkommunikationskoncept med bevisad ekonomisk framgång.[källa behövs]
Roomservice sändes i 19 säsonger mellan 2001 och 2014. En säsong med Roomservice VIP sändes 2021.

## Hantverkare
- Johnnie Krigström, målare/programledare
- Mattias Särnholm, snickare/programledare
- Anton Laur, målarlärling
- Anders Nilsson, snickarlärling

## Inredare
- Lotta Agaton
- Daniel Bergman
- Lotta Bäcker
- Simon Davies
- Joel Degermark
- Pontus Djanaieff
- Jon Eliason (kusin till Märta Friman)
- Märta Friman (kusin till Jon Eliason)
- Jannika Hernelius
- Johan Israelson
- Linda Janson
- Karolina Karlsson
- Jacob af Klintberg
- Maria Larsson
- Karin Lindstedt
- Susanne Molinder
- Karin Myrenberg
- Jonas Sandström
- Louise Sareld
- Carouschka Streijffert
- Frida Wanselius
- Mija Kinning, säsong 18